# ハドフィールド (ダービーシャー)
ハドフィールド（英: Hadfield）は、イングランド・ダービーシャー州のハイ・ピークに位置する町。ハイ・ピーク・ディストリクト・カウンシルに含まれる南北2つの区を持つ。2011年の国勢調査によると、2つの区合わせて6,305人が在住している。地区はダービーシャーとグレーター・マンチェスターの境界を成すエスロー川 (River Etherow) の南側に位置する。またピーク・ディストリクトの西端を成し、娯楽施設や公共サービス施設があって繋がりが深いグロソップにも程近い。

## 地理
ハドフィールドはボトムス貯水池とグロソップ・ブルックの間に位置する。また、エスロー川 (River Etherow) の谷から南側にあたり、この場所はロングデンデールとして知られている。地区の海抜は394フィート (120 m)から690フィート (210 m)である。またマンチェスターから12.5マイル (20.1 km)の位置にある。

## 歴史
ハドフィールドは元々グロソップ荘園（英: The Manor of Glossop）の一部で、ドゥームズデイ・ブックの調査時には征服王ウィリアム1世の土地だった。彼の息子ヘンリー1世は、この土地をウィリアム・ペヴェリルに下賜した。1157年、ヘンリー2世は土地をベイジンワーク修道院に下賜した。1537年にはヘンリー8世がシュルーズベリー伯爵に土地を下賜し、さらにハワード家（ノーフォーク公家）の手へと渡った。1810年代、ハワード家がグロソップの発展に責任を持っていた頃、サイドボトム家（英: The Sidebottom family）がハドフィールドの開墾を行った。彼らは1820年に、ジョン・ターナー（英: John Turner）とジョン・ソーンリー（英: John Thornley）からウォーターサイド・ミル、ブリッジ・ミルを買い取っている。
サイドボトム家は3代をかけて自分たちのミルを開発し、大きな紡績機と機織り機を備えた工場にした。彼らはミルへ向かう鉄道の脇線を引いたほか、1880年には293,000本の紡錘と4,800台の織機を用意した。ブリッジ・ミルは1899年に焼失したものの、ウォーターサイド・ミルはジョン・ガートサイド（英: John Gartside）とアシュトン・アンダー・ライン会社（英: Co of Ashton-under-Lyne）によって買い取られた。ガートサイドはミルに米国製のノースロップ自動織機を導入し、新しいエンジンや電灯を追加した。
第一次世界大戦（1914年 - 1918年）の間、ミルはグリーンフィールド・ミル・カンパニーに引き継がれたが、工場の一部は軍需品製作に転用された。戦後会社は倒産し、1940年にはロンドンの工場が焼失して引き払ってきたマコノヒー食料品有限責任会社（英: Maconochie's Foodstuffs Ltd）がこのミルを所有するようになった。1954年までには、元々あった建物の半分は破壊され、立ち退きを余儀なくされた。1976年にはこの場所が再開発され、「ハドフィールド貿易地区」（英: The Hadfield Trading Estate）と再命名された。
ステーション・ミル（英: Station Mill）は、1834年にトーマス・プラット、エドワード・プラットによって建てられた。プラット家は何代もロングデンデールを開発してきた家族である。彼らは1923年にE・ウィルマンズ&サンズ（英: E. Wilman & Sons）に売り払うまで、このミルを綿工場として68年稼働させた。ミルは売り払われた後絹ノイル紡績を扱う工場に変わり、1989年に閉鎖された。
ハドフィールド・ミルズは、穀物工場として1819年以前から稼働していた。1874年にはトーマス・ローズ・アンド・サンズ（英: Thomas Rhodes and Sons）がミルを綿生産工場に作り替えた。1873年には1,000人の労働者を雇う工場だったが、1932年に閉鎖された。1940年にはハドフィールド・ワースティド・ミルズ有限責任会社（英: Hadfield Worsted Mills Ltd）によって、布地生産工場として再オープンされた。

## 地域行政
ハドフィールドの行政は、タウン・ディストリクト・バラレベルではハイ・ピーク・バラ・カウンシル、カウンティレベルではダービーシャー・カウンティ・カウンシルによって管轄されている。
ダービーシャー・カウンティ・カウンシルの議員選出は、グロソップ・アンド・チャールズワース（英: Charlesworth）、そしてエスローの2選挙区に分けられており、町の大半はエスロー地区に含まれる。この地区には、ハドフィールド北、ハドフィールド南、ゲイムズリー（英: Gamesley）、そして広大で人口密度の低いティントウィスル区（英: Tintwistle ward）が含まれる。グロソップ・アンド・チャールズワース地区は他のパドフィールド区（英: Padfield ward. メイン商店街であるステーション・ロードの北側に位置する地区）を含む。これらの境界線は2013年に定められた。
ハドフィールドには行政教区カウンシルは存在しない。
ハイ・ピーク国会選挙区 (High Peak constituency) の選出議員は、2010年から保守党のアンドリュー・ビンガムである（現在2期目）。2010年イギリス総選挙では4,677票、2015年イギリス総選挙では4,894票の得票差を付けて、いずれも労働党のケイトリン・ビスクネル（英: Caitlin Bisknell）に勝利している。ビンガムの前任は労働党のトム・レヴィットだった。
|                                                        | 所属政党 | 境界線                                                        | 選出議員                                                                                     |
| ------------------------------------------------------ | -------- | ------------------------------------------------------------- | -------------------------------------------------------------------------------------------- |
|                                                        | 労働党   | エスロー / Etherow                                            | デイヴ・ウィルコックス / Cllr Dave Wilcox                                                    |
|                                                        | 労働党   | グロソップ・アンド・チャールズワース Glossop and Charlesworth | ダミアン・グリーンホール / Cllr Damien Greenhalgh エリー・ウィルコックス / Cllr Ellie Wilcox |
| ダービーシャー・カウンティ・カウンシルホームページより |          |                                                               |                                                                                              |

|                                                | 所属政党 | 選挙区                            | 選出議員                                                       |
| ---------------------------------------------- | -------- | --------------------------------- | -------------------------------------------------------------- |
|                                                | 労働党   | ハドフィールド北 / Hadfield North | ヴィクトリア・エリザベス・マン / Cllr MANN, Victoria Elizabeth |
|                                                | 労働党   | ハドフィールド南 Hadfield South   | エドワード・シダル / Cllr SIDDALL, Edward                      |
|                                                | 労働党   | ハドフィールド南 Hadfield South   | ロバート・ジョゼフ・マコーエン / Cllr MCKEOWN, Robert Joseph   |
| ハイ・ピーク・バラ・カウンシルホームページより |          |                                   |                                                                |

|  | 所属政党 | 国会選挙区             | 選出議員                                |
|  | -------- | ---------------------- | --------------------------------------- |
|  | 保守党   | ハイピーク / High Peak | アンドリュー・ビンガム / Andrew Bingham |

## 交通

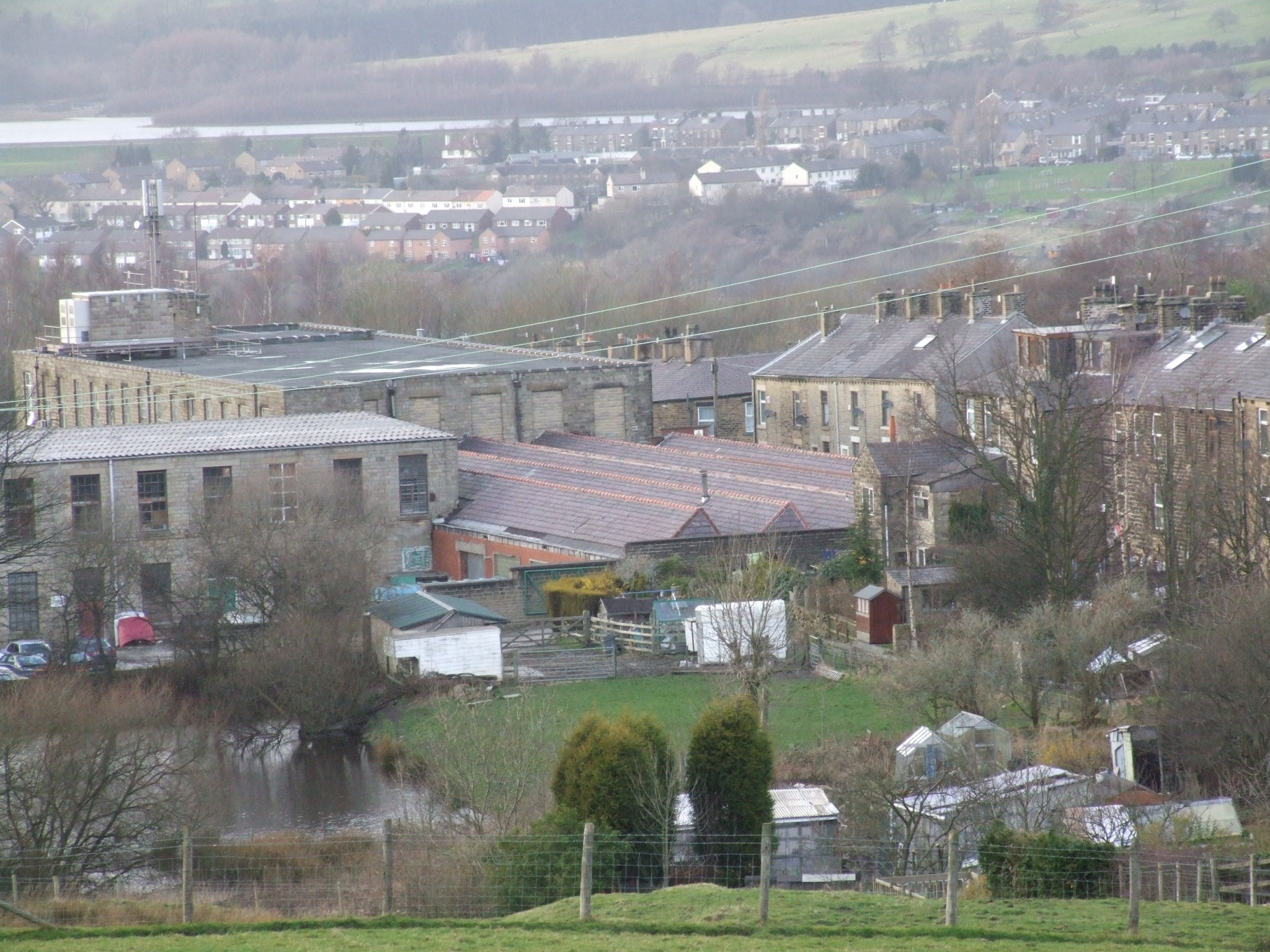
パドフィールド（Padfield）にあるハドフィールド・ミルズ（Hadfield Mills）

この地区にはハドフィールド駅とディンティン駅があり、どちらもマンチェスター＝シェフィールド＝ワス・エレクトリック・レイルウェイが乗り入れている。ハドフィールドは終点で、全ての列車はディンティンを通ってグロソップ駅に向かい、折り返して再びディンティンを通りマンチェスター・ピカデリー駅に向かう。ウッドヘッド・トンネルを通り、ペニストーン駅とシェフィールドに向かう鉄道もあったが、ウッドヘッド線として知られたこの路線は、1970年に廃止されている。グッズ鉄道（英: Goods trains）は1981年まで運行され、同じくハドフィールドを終点としていた。東部へ向かう線路の路床はロングデンデール・トレイルの小道として転用されている。スネーク・パスを通ってマンチェスターからシェフィールドへ繋がるA57号線 (A57 road) は、ウーリー橋からディンティン谷までハドフィールドの南側を通る。ロングデンデールのウッドヘッド・パスを超えて、マンチェスターからバーンズリーやシェフィールドへ向かうA628号線 (A628 road) は、ホリングワースやティントウィスルを通ってエスロー川の反対側を走る。モトラム – ティントウィスル・バイパスにはA628号線の渋滞緩和が期待されている。
ハドフィールドはグレーター・マンチェスターとの境界に近く、これを念頭に置いたサービス展開もなされている。ダービーシャーやイースト・ミッドランズの域内にありながら、ハドフィールドの交通機関は、一部トランスポート・フォー・グレーター・マンチェスターによって運営されている。またグレーター・マンチェスターのテイムサイドに拠点を置く、テイムサイド・アンド・グロソップ・アキュート・サービスは、この地区を担当するNHSトラストである。

## メディアでの利用

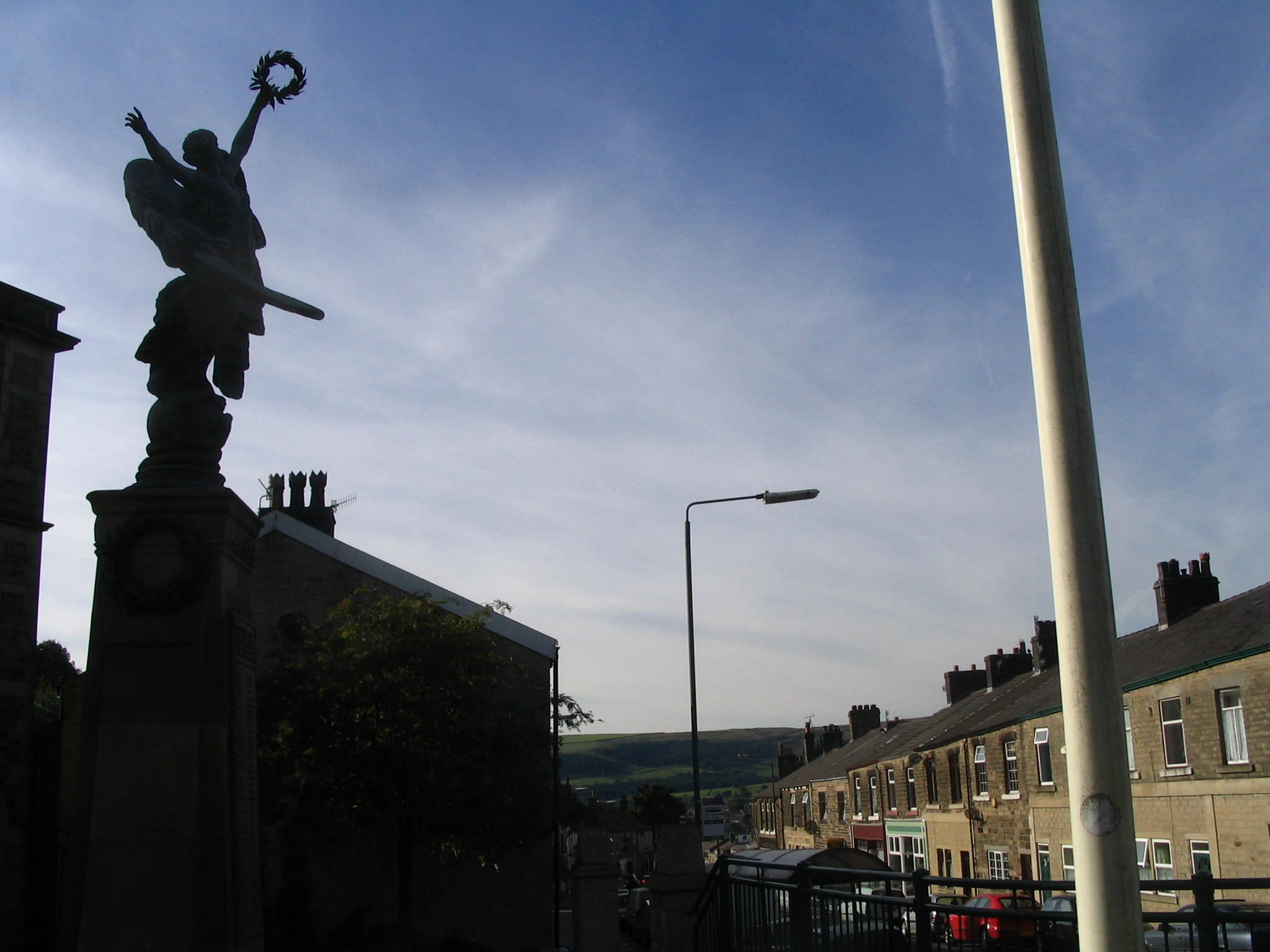
ハドフィールドの戦没者慰霊碑

テレビシリーズ『リーグ・オブ・ジェントルマン 奇人同盟!』は、舞台を架空の町ロイストン・ヴェイジーに設定し、この町で撮影された。スピンオフ映画 "The League of Gentlemen's Apocalypse" (en) では、この町が架空の町ロイストン・ヴェイジーではなく、ハドフィールド自身として登場し、テレビシリーズの登場人物が教会の下にある通り道を抜けて現実世界にやってきた（但しこの教会シーンはアイルランドで撮影された）。シリーズや映画のオープニングで現れる像は戦没者記念碑で、第一次世界大戦・第二次世界大戦での戦没者を悼むものである。